# Брага, Гаэтано
Гаэтано Брага (итал. Gaetano Braga; 9 июня 1829 года, Джулианова, королевство Обеих Сицилий — 20 ноября 1907 года, Милан, королевство Италия) — итальянский композитор и виолончелист.

## Биография
Гаэтано Брага родился 9 июня 1829 года в Джулианова, в королевстве Обеих Сицилий в семье Исидора Браги и Сплендоры Де Анджелис. Родители надеялись, что он изберёт карьеру клирика, но с раннего детства у него проявились большие способности к музыке. По настоянию Джулии Колонна, герцогини Атри в 1840 году родители позволили ему стать музыкантом и отправили в Неаполь, где в 1841 году, сдав вступительный экзамен по пению, Гаэтано Брага поступил в колледж Сан-Пьетро-а-Майелла. Его учителями были Саверио Меркаданте, Алессандро Корсета, Франческо Руджи, Карло Конти. В 14 лет, овладев виртуозной игрой на виолончели, он получил прозвище «маэстрино» (итал. maestrino).
В 1849 году выступал в Неаполе вместе с братом, Джузеппе Брага, ставшим известным пианистом. 26 июля 1853 года состоялась премьера его первой оперы «Алина» (итал. Alina), получившая признание у публики. Вскоре после этого композитор отправился в турне как сольный исполнитель на виолончели, посетив с концертами Флоренцию, Болонью, Триест и Вену. В Вене познакомился с пианистом Джузеппе Станцьери, который стал одним из его ближайших друзей. Отсюда Гаэтано Брага выехал в Париж. Ненадолго вернувшись во Флоренцию, в 1855 году он переехал в столицу Франции, где жил до 1857 года. В 1856 году состоялось его концертное турне по Англии.
В Париже он приобрёл известность как музыкант и педагог по вокалу, выступал с лучшими композиторами и музыкантами того времени — Ференцом Листом, Шарлем Франсуа Гуно, Жоржем Бизе, Камилем Сен-Сансом, Антоном Рубинштейном, Джованни Боттезини, Даниэлем Обером, Фроманталем Галеви, Фердинандом Давидом, Джакомо Мейербером, дружил с писателями Теофилом Готье и Aлександром Дюма. В 1857 году Гаэтано Брага познакомился с Джоаккино Россини, и с тех пор их связала крепкая дружба, о чём свидетельствует переписка композиторов. Импресарио Бартоломео Мерелли получил для него заказ на оперу для Кернтнертор-театра в Вене. Он сочинил оперу «Эстелла ди Сан-Джермано» (итал. Estella di San Germano), премьера которой состоялась 29 мая 1857 года. Услышав её, принц Леопольд Бурбон-Сицилийский, граф Сиракузский, брат Фердинанда II, короля Обеих Сицилий, заказал композитору оперу для придворного театра в Неаполе. Гаэтано Брага написал оперу «Портрет» (итал. Ritratto), премьера которой 6 марта 1858 года прошла с большим успехом.
Вернувшись в Париж, композитор продолжил преподавать вокал. Среди его учениц была известная оперная певица, контральто Аделаида Борги-Мамо, выступившая в его новой опере «Нищая Маргарита» (итал. Margherita la mendicante) в Итальянском театре в Париже 20 декабря 1859. В 1860 году он переехал в Милан, где в театре Ла Скала 4 февраля 1862 года состоялась премьера оперы «Мормиле» (итал. Mormile). В Милане же им были написаны оперы в 1865 году «Рюи Блаз» (итал. Ruy Blas) и в 1867 году «Авантюристы» (итал. Gli Avventurieri). 16 сентября 1871 года на сцене Театро Сочиале в Лекко была поставлена опера композитора «Принцесса» (итал. Reginella), и после неоднократно ставившаяся во многих театрах Италии. В 1870 году он начал работу над оперой «Калигула» (итал. Caligola), премьера которой состоялась 22 января 1873 года театре Сан-Карлуш в Лиссабоне. Поставленная в Милане 28 марта 1874 года на сцене театра Ла Скала, опера получила неблагоприятные отзывы критиков, и Гаэтано Брага окончательно прекратил сотрудничество с этим театром.
Его концерт в Милане в 1870 году имел оглушительный успех, после чего он отправился в турне по Италии, Испании, Португалии. В 1874 году выступал в Америке, после в Великобритании и Франции. С 1874 по 1894 года композитор жил в Париже, откуда переехал в Милан. С 1894 года он отказался от карьеры сольного исполнителя.
Гаэтано Брага умер в Милане 20 сентября 1907 года.

## Творческое наследие
Творческое наследие композитора включает 9 опер, многочисленные вокальные сочинения.

## Творчество композитора в русской культуре
Творчество Гаэтано Брага нашло отражение в русской литературе. В повести А.П. Чехова «Чёрный монах» сильным художественным образом является произведение «Серенада» («Валашская легенда») Гаэтано Брага. В повести имеется указание на русский перевод серенады, осуществлённый популярной оперной певицей А.А. Сантагано-Горчаковой: только у неё звуки, тревожащие героиню серенады, названы «гармонией священной», как указано у Чехова (в двух других существовавших в то время переводах (О. Лепко и И.М. Спасского) эти звуки названы «песней неземной»).
Позднее Д.Д. Шостакович представил свой взгляд на «Серенаду», несколько переработав текст А.А. Сантагано-Горчаковой, а также изменив состав исполнителей, создав вариант для сопрано, меццо-сопрано, скрипки и фортепиано. Задуманная им опера «Чёрный монах» так и не состоялась. Существует также переложение «Серенады» для скрипки и фортепиано, созданное А. Н. Шефером.